# Apomys zambalensis
Apomys zambalensis — ендемічна лісова миша в Замбалесі на Лусоні, Філіппіни. Зустрічається в первинних і вторинних рівнинних і гірських лісах на горах. Натіб і Таулао, а також на горі Пінатубо зустрічається в рідко відновлюваній рослинності. Вважається дуже стійким до зміни середовища проживання. Він веде нічний і наземний спосіб життя, харчується дощовими черв'яками, безхребетними та насінням.